# Белвил (Нови Београд)
Белвил (Belville) је комплекс стамбених и пословних зграда у Блоку 67 на Новом Београду, који се простире на површини од 13,8 ha. Ово насеље састоји се од 14 стамбених зграда, 2 зграде са пословним простором, преко 300 локала, продајног павиљона и паркинг простора. Инвеститор изградње је фирма Blok 67 Associates.
Налази се између улице Јурија Гагарина, улице Шпанских бораца, улице Ђорђа Станојевића и улице Др Агостиња Нета.

## Технички подаци
Белвил се простире на површини од преко 14 ha и састоји се од 14 стамбених зграда и 2 зграде са пословним простором у којима се налази 1.858 станова 27 различитих величина и површине између 31 и 104 m², као и 333 локала у приземљу стамбених зграда. У подземним гаражама и гаражним местима омогућено паркирање више од 1.300 аутомобила, а на паркинг местима на отвореном још преко 600 аутомобила. Од подземних гаража у свакој од зграда полазе два лифта.
Инвеститор изградње Белвила је фирма Block 67 Associates чији су оснивачи Delta Real Estate и Hypo Alpe-Adria Bank a.d, аутор архитектонског пројекта је дипл. инж. арх. Милутин Гец, израда осталих пројеката је поверена фирми Машинопројект док је руковођење пројектом и надзор вршила фирма Mace d.o.o. основана од стране Mace Group. Извођење грађевинских радова су обављале фирме Денеза М, Монтера, ГК Коцић, Ексинг, Градинг, Гредина, Ратко Митровић Дедиње и Интеграл Бања Лука.
Почетак реализације пројекта је август 2006. године, почетак изградње у јуну 2007. године. Предаја кључева станова за потребе смештаја учесника универзијаде је почела у марту 2009. године. Предаја кључева власницима станова је почела 8. децембра 2009.

## Порекло назива
Назив овог комплекса Belville потиче од назива Belleville који је чест назив стамбених четврти у Француској, Канади и САД и у преводу значи „леп град”.

## О Белвилу
У непосредној близини овог комплекса се налази тржни центар Delta City. Свака од стамбених зграда, које имају од 10 до 13 спратова, носи назив одређене врсте цвећа: Ружа, Лала, Крин, Јоргован, Зумбул, Циклама, Шебој, Ђурђевак, Сунцокрет, Мимоза, Љубичица, Маслачак, Невен и Ирис.

## Универзијада 2009.
У комплексу Белвил су током 25. Летње Универзијаде 2009. која је одржана у Београду од 1. до 12. јула 2009. године било смештено скоро 9.000 спортиста из 145 земаља.
Универзијада је свечано отворена у арени Београд, а такмичења у појединим спортовима одржана су у Земуну, Панчеву, Обреновцу, Новом Саду, Смедереву и Вршцу.
Белвил као универзитетско село свечано је отворен 24. јуна 2009. године.